# Pallavolo ai XVIII Giochi dei piccoli stati d'Europa
Il torneo di pallavolo ai XVIII Giochi dei piccoli stati d'Europa si è svolto dal 28 maggio al 1º giugno 2019.

## Podi
| Evento           | Oro        | Argento | Bronzo      |
| Torneo maschile  | Montenegro | Cipro   | Lussemburgo |
| Torneo femminile | Montenegro | Cipro   | Islanda     |

## Medagliere
| Pos.   | Paese       | Oro | Argento | Bronzo | Totale |
| ------ | ----------- | --- | ------- | ------ | ------ |
| 1      | Montenegro  | 2   | 0       | 0      | 2      |
| 2      | Cipro       | 0   | 2       | 0      | 2      |
| 3      | Islanda     | 0   | 0       | 1      | 1      |
| 3      | Lussemburgo | 0   | 0       | 1      | 1      |
| Totale | Totale      | 2   | 2       | 2      | 6      |